# Musli
Musli (engl. Muesli) je popularan doručak na bazi pahuljica od žitarica i sušenog voća. Razvijen je oko 1900. godine od strane švajcarskog ljekara Maksimilijana Birher-Benera, a namijenjen je bio bolesnicima u bolnicama

## O musliju
Musli sadrži složene ugljene hidrate koji se sporo oslobađaju. Time se duže održava osjećaj sitosti. Jezgrasto voće iz muslija nam daje kvalitetne masti, a ako se jede sa jogurtom ili sojinim mlijekom, pruža sve što je potrebno organizmu. Pahuljice iz muslija su izvor rastvorljivih i sirovih biljnih vlakana, vitamina B grupe, kalcijuma i gvožđa. Badem i lješnik su odličan izvor bjelančevina, gvožđa, esencijalnih masnih kiselina i vitamina E. Suvo grožđe i kajsije obiluju vitaminima, mineralima i voćnim kiselinama. Semenke suncokreta su odličan izvor vitamina E i B1, i dobar izvor mangana, magnezijuma, bakra, selena, vitamina B5, folne kiseline i prehrambenih vlakana.

## Istorija
Musli je uveden oko 1900. godine od strane švajcarskog ljekara Maksimilijana Birher-Benera, a bio je namijenjen pacijentima u bolnicama, gdje je ishrana bogata svježim voćem i povrćem bila sastavni dio terapije. Maksimilijan je bio inspirisan sličnim jelom koje su on i njegova žena jeli na izletima po Švajcarskim Alpima. Musli u modernom obliku je postao popularan u zapadnim zemljama početkom 1960. godine. Brzo je postao neizostavan dio zdravog života i vegetarijanske ishrane.

## Upakovani musli
Upakovani musli je uglavnom mješavina valjanog zoba i kukuruznih pahuljica zajedno sa različitim komadima sušenog voća, oraha, lješnika i sjemenja. Obično sadrži i druge valjane žitarice kao što su pšenica ili raž. U masovnom tržištu, velike količine šećera i surutke se obično dodaju da bi musli dobio što bolji ukus. U musli takođe ponekad dodaju mlijeko u prahu, med ili čokoladu. Kupovni musli je često previše suv pa ne može da se jede a da se prethodno natopi mlijekom, jogurtom, kafom, sokom, vodom ili nečim drugim da bi smekšao.

## Svjež musli
Musli se takođe može napraviti svjež. Pravi se od valjanog ovsa i cijelog zrna žitarice koje su natopljene vodom ili sokom. Ostali sastojci su svježe rendano ili sjeckano voće (banana, jabuka, mango, bobičasto voće...), sušeno voće, mliječni proizvodi (jogurt, pavlaka, mlijeko), med, sjemenke, začini (najčešće cimet), limunov sok, orasi, lješnici ...

## Originalni Birher-Benerov recept za musli
Originalni Birher-Benerov recept za musli je dosta različit od recepta za kupovni musli
Birher-Benerov recept:
- 1 kašika valjanog ovsa potopljena u 3 kašike vode
- 1 kašika soka od limuna
- 1 kašika pavlake
- 2 sitno rendane kisele jabuke
- 1 kašika sjeckanih badema ili lješnika ili oraha